# Сражение при Альмансе
Сражение при Альмансе (англ. Battle of Almansa) — сражение, произошедшее 25 апреля 1707 года у испанского городка Альманса на границе Валенсии и Мурсии в ходе Войны за испанское наследство между французско-испанской армией и союзными английскими, португальскими и австрийскими войсками. Французской армией командовал британец по происхождению маршал Бервик, а союзниками француз, маркиз де Рувиньи, граф Голуэй. Сражение закончилось полным разгромом союзной армии и выигрышем для французской кампании 1707 года в Испании.

## История
В течение первых шести лет войны борьба между Людовиком XIV и союзниками велась с переменным успехом. В то же время в Испании противники Людовика XIV и Филиппа V, казалось, имели решительный успех. Союзные английские, португальские и австрийские войска занимали Каталонию, Арагон, Валенсию и часть Кастилии. Эрцгерцог Карл в Мадриде был провозглашён испанским королём.
При таких обстоятельствах началась кампания 1707 года в Испании. Численность противников была примерно равной, до 35 тысяч с каждой стороны. Обе армии занимались продолжительным маневрированием с целью занять выгодное стратегическое положение и наконец встретились близ города Альманса 25 апреля 1707 года.

## Ход сражения

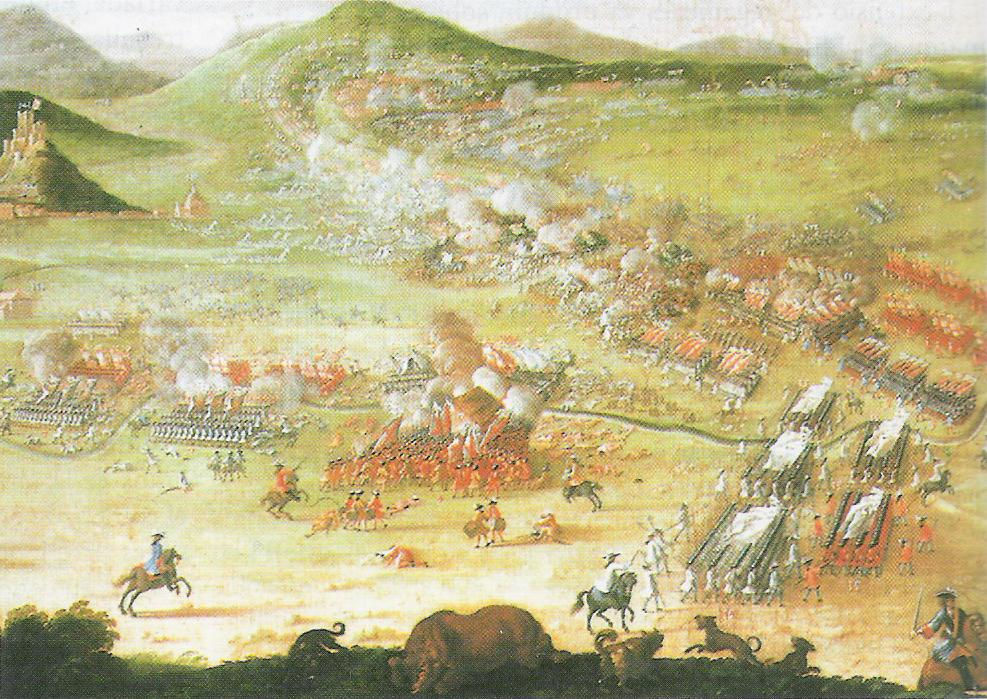

Ввиду недостатка кавалерии граф Голуэй вынужден был образовать крылья боевого порядка из частей пехоты и кавалерии попеременно, что и стало главной причиной его поражения. Французская конница, превосходившая его кавалерию и числом и боевой подготовкой, стремительно атаковала правое крыло, опрокинула неприятельскую кавалерию, ворвалась в промежутки между пехотными рядами и изрубила пехоту. Не останавливаясь на достигнутом успехе, она бросилась на левое крыло и разбила союзников, которые к этому моменту успели одержать победу в центре и, тесня французов, достигли Альмансы. Но тут союзники были атакованы с тыла французской конницей и центр их практически весь истреблён, сам союзный командующий получил двойное ранение саблей по лицу.
Кроме нескольких тысяч убитых и раненых, союзники потеряли 10 000 человек пленными, 120 знамён и всю артиллерию.
Последствием Альманского сражения было окончание кампании в пользу французов и покорение ими большей части Испании, а в конечном итоге утверждение династии Бурбонов на испанском престоле в лице Филиппа V.